# Begas Haus

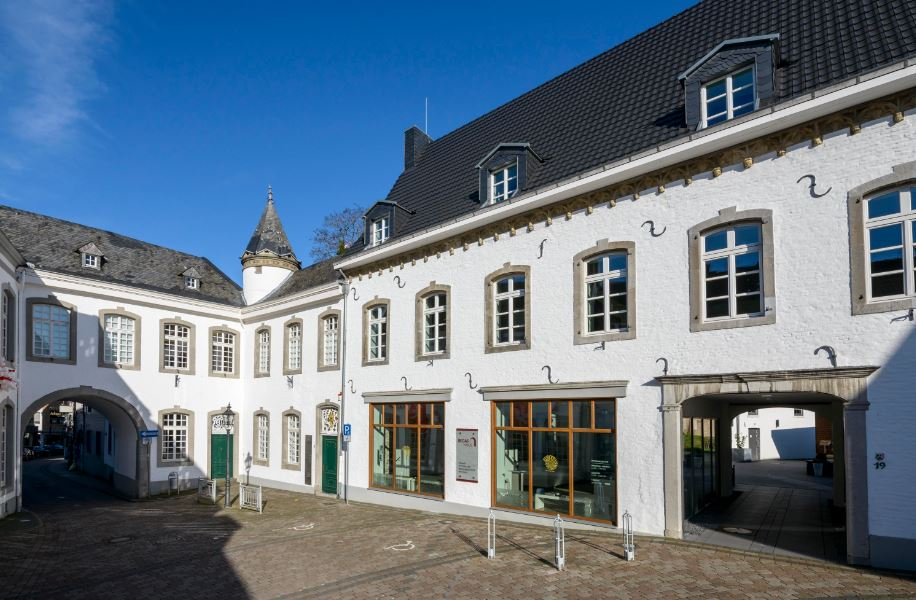
Außenansicht des Begas Hauses.

Das Begas Haus ist das Museum für Kunst und Regionalgeschichte in Heinsberg. Es erhielt seinen Namen nach der über vier Generationen wirkenden Künstlerfamilie Begas, deren Stammvater Carl Joseph Begas 1794 in Heinsberg geboren wurde.
An das Museum angegliedert ist außerdem ein von der Lebenshilfe geführtes Café, in dem gelegentlich unter dem Motto „Kultur ohne Barrieren“ auch Kunst ausgestellt wird. In direkter Nähe befinden sich außerdem die Heinsberger Propsteikirche St. Gangolf sowie die Burg Heinsberg.

## Geschichte
Das Begas Haus wurde nach drei Jahren Umbau am 12. März 2014 in den Räumlichkeiten des früheren Kreismuseums neu eröffnet. Das historisch bedeutsame Gebäude des 16. bis 18. Jahrhunderts wurde zusätzlich um das benachbarte Haus Lennartz erweitert und sowohl außen als auch innen komplett neu gestaltet.
Unter der Leitung von Rita Müllejans-Dickmann erhielt das Museum ein neues Profil und konzentriert sich neben der Regionalgeschichte der Heinsberger Lande nun vor allem auf das Leben und Wirken der Heinsberger Künstlerfamilie Begas. Nach erfolgreicher Aufbauarbeit wurde das Begas-Haus im Jahr 2017 für den Europäischen Museumspreis nominiert. Seit September 2019 bietet das Museum mit dem neuen Arbeitsbereich Kunst Aktiv museumspädagogische Kurse und Workshops an. Seit 2019 befindet sich eine Büste Kaiser Wilhelms I. unmittelbar neben dem Eingang vom Begas Haus. Sie war am 20. September 1908 auf dem Heinsberger Marktplatz aufgestellt und 1942 von dort entfernt worden. Die Büste befindet sich seitdem in Privatbesitz und wurde dem Museum als Dauerleihgabe überlassen.

## Dauerausstellungen

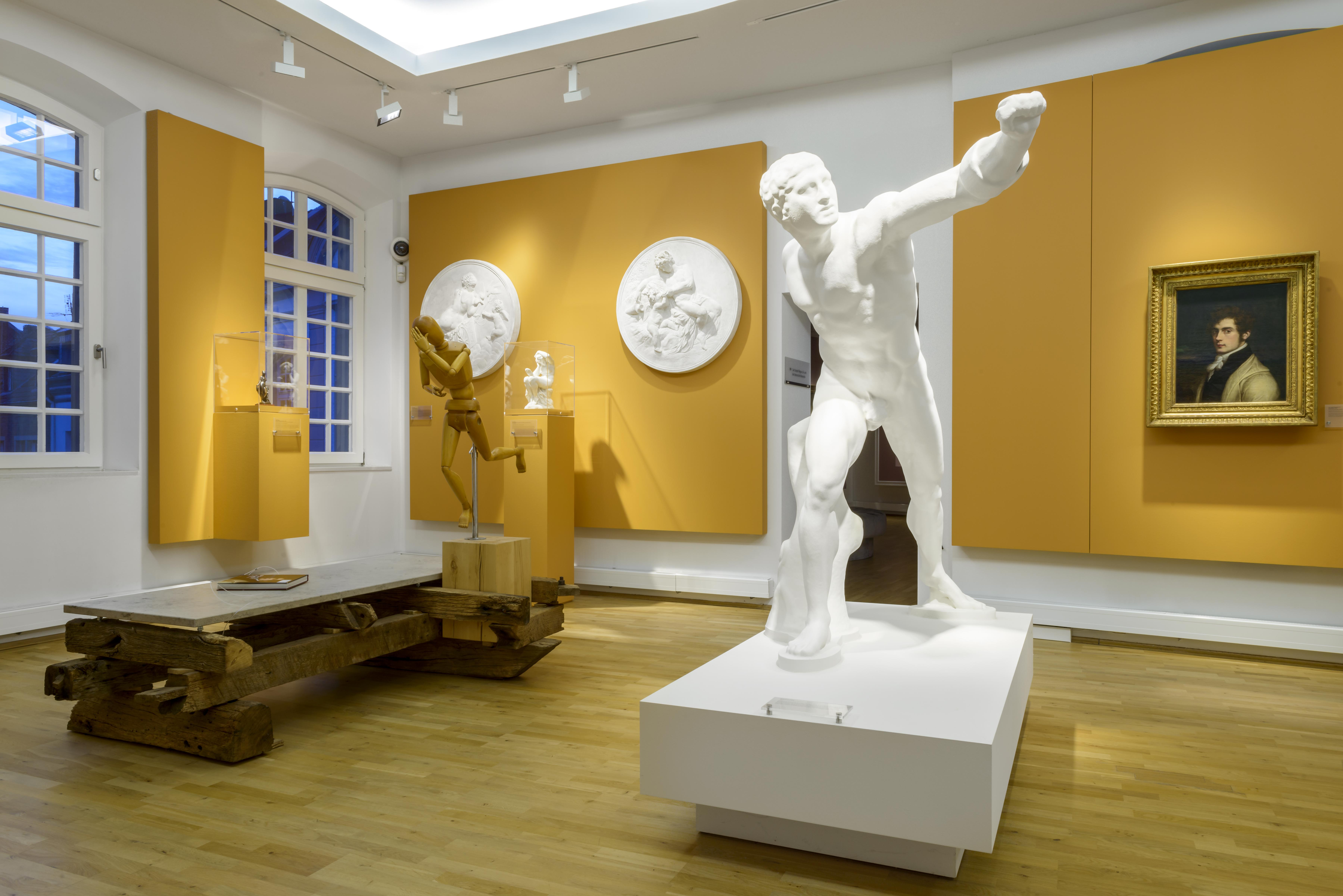
Ein Blick in die Dauerausstellung des Museums.

Es befinden sich zwei Dauerausstellungen im Begas Haus. Zum einen prägt die bundesweit größte Sammlung von Gemälden, Skulpturen und Grafiken der Künstlerfamilie Begas das Museum, zum anderen werden in der Abteilung Regionalgeschichte historische Objekte und Dokumente sowie wertvolle christliche Schatzkunst und Mobiliar der vergangenen Jahrhunderte ausgestellt und in Kontext zu Leben und Wirken der Familie Begas gebracht.
90 Prozent der Dauerausstellung stammen aus dem eigenen Museumsbestand, weitere Leihgaben kamen unter anderem von der Stiftung Stadtmuseum Berlin, der Alten Nationalgalerie der Staatlichen Museen zu Berlin sowie dem Familienarchiv Begas in Düsseldorf. Mit der Unterstützung anderer Zuwendungsgeber konnte der Bestand zudem um einige Neuerwerbungen bereichert werden.

## Sonderausstellungen
- 2015: „HEIM@T FRONT 1914–1918“ – Selbstzeugnisse von Kriegsteilnehmern aus dem Kreis Heinsberg[10]
- 2015: Andrea Zang – „Analogismen“[11]
- 2016: „Menschen bei Glanzstoff“[12]
- 2016: „Vogel-Frei“ – Kunst von Menschen mit Behinderung[13]
- 2017: Birgit König – „Schnittstellen“[14]
- 2017: „Menschen bei Glanzstoff“ – Historische Momente[15]
- 2017: „Ansichtssache“ – Heinsberg früher und heute mit Fotografien von Pit Siebigs[16]
- 2017: „Der Mensch – das Geheimnis und die Sünde“: Holzskulpturen von Andreas Joerißen[17]
- 2018: Hans-Peter Funken – „Abstraktion und Landschaft“[18]
- 2018: Markus Bullik  – „Heimspiel – Menschen bei Borussia“: Fotoprojekt von Markus Bullik[19]
- 2018: „bra-participation“ – Ein Kunstprojekt zum 100. Geburtstag des Begas-Hauses[20]
- 2019: „Frauen bei Glanzstoff“[21]
- 2019: Gerlinde Zantis – „Chaussée déformée“[22]
- 2019: Janine Müller – „Mit anderen Augen: Bilder aus dem Begas Haus“[23]
- 2019: Odine Lang – „Taxa“[24]
- 2019: August Lentz – „Wie es wirklich war… Eindrücke der zerstörten Stadt Heinsberg“[25]
- 2020: Martin Lersch – „Familientreffen – Bilder von Martin Lersch zur Begasfamilie 1794–1997“[26]
- 2020: Tim Berresheim – „Aus alter Wurzel neue Kraft“[27]
- 2020: Jahresausstellung „Kunst Aktiv“
- 2021: Ursula Pahnke-Felder – „Mythos Loreley: Eine Auseinandersetzung“[28]